# Pilori de Chaves
Le pilori de Chaves (en portugais : Pelourinho de Chaves) est un monument qui se trouve dans la freguesia de Santa Maria Maior, du concelho de Chaves, dans le district de Vila Real, au Portugal.
Ce pilori se dresse au milieu de la Praça da República (« Place de la République »), à proximité de l'église Santa Maria Maior de Chaves ; il est classé comme Imóvel de Interesse Público depuis 1933.

## Référence
1. ↑   (en + pt) DGPC, « Notice no 74667 », sur Património Cultural Imóvel.